# 林雪平市镇
林雪平市镇（瑞典語：Linköpings kommun）是瑞典东南部东约特兰省的一个市镇。其治所位于林雪平，约有94,000位居民。